# Burg Steckelberg

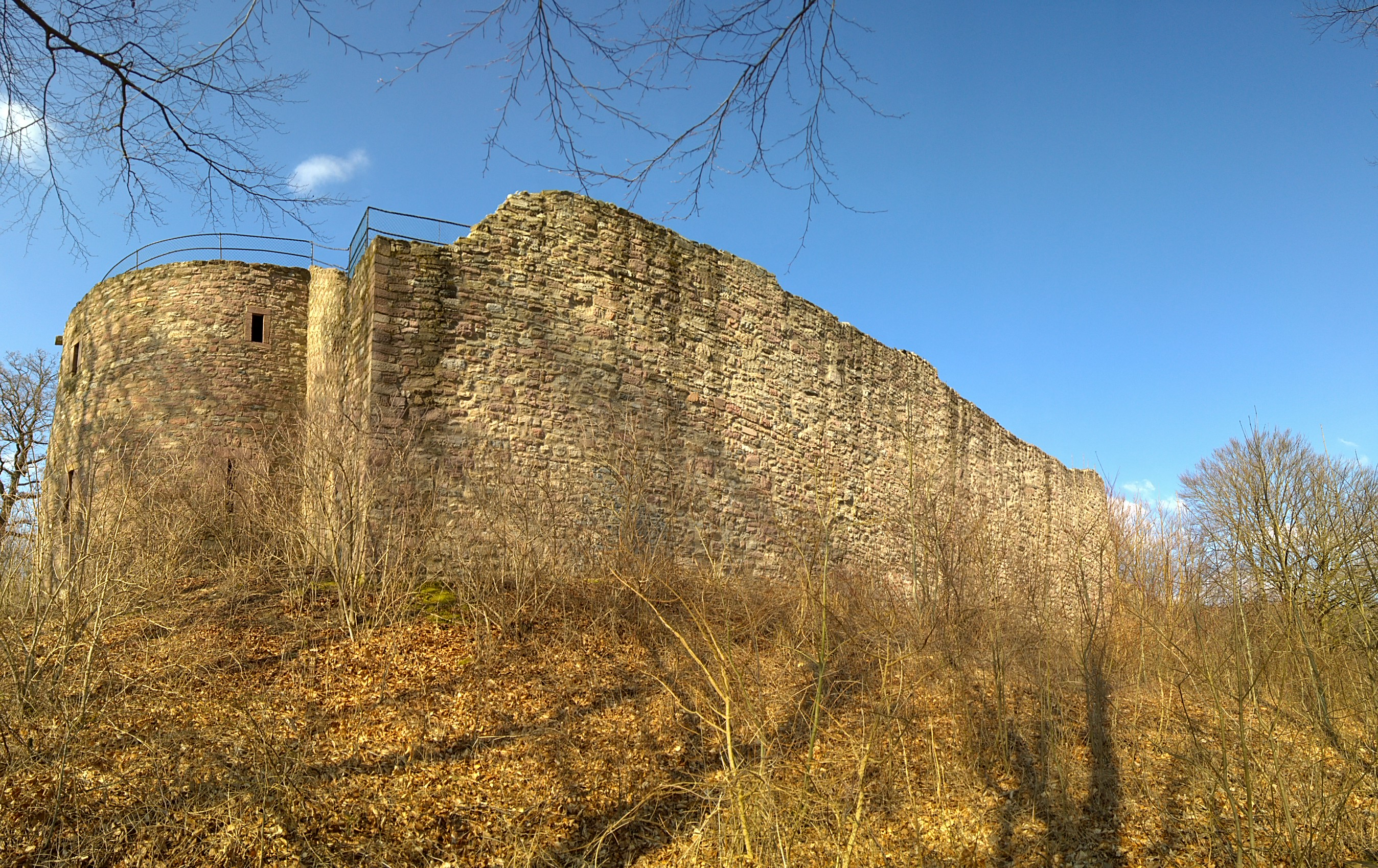
Restaurierte Burgmauer im Osten

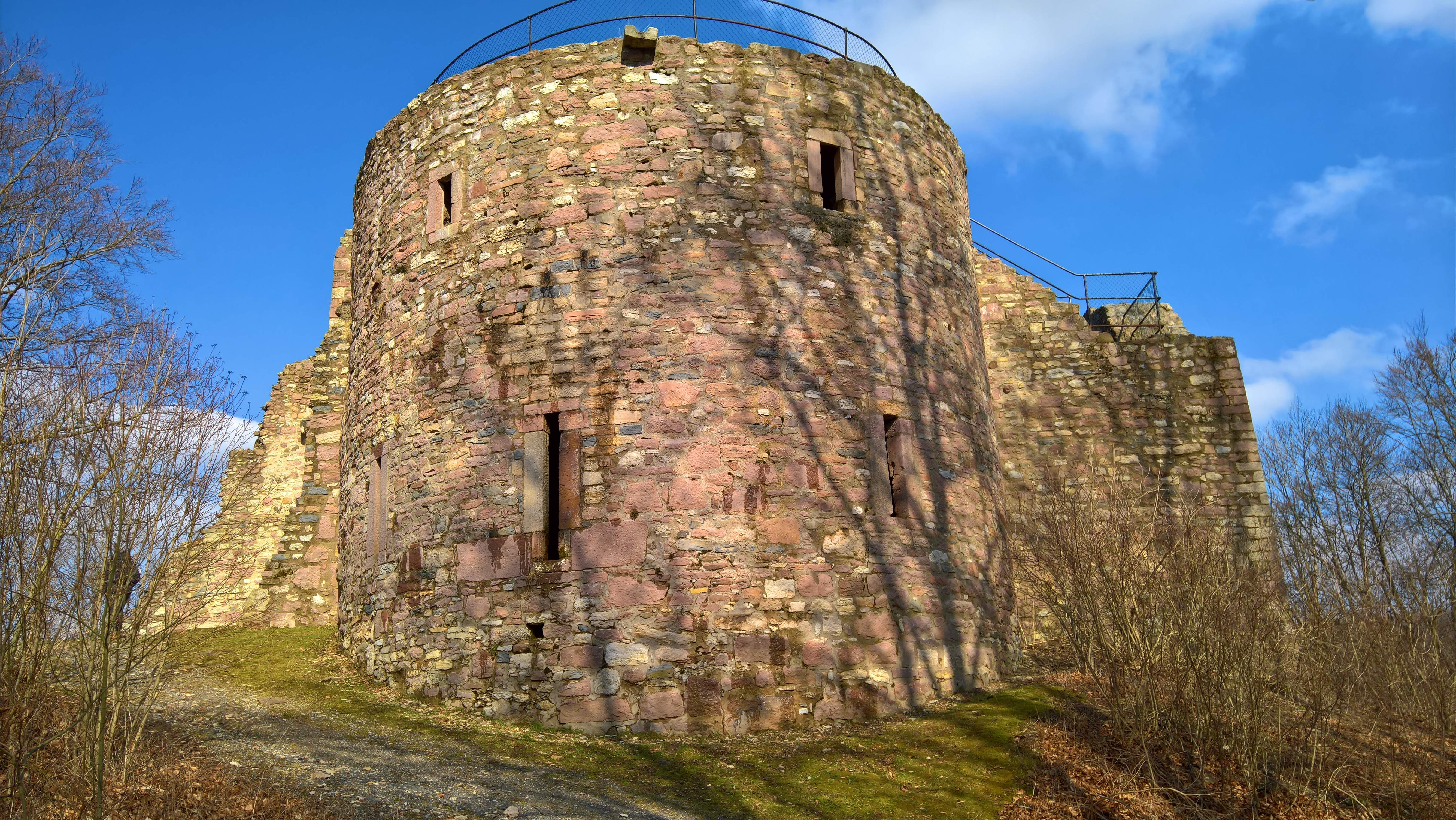
Der Rundturm: sogenannter Geschütz- oder Batterieturm, später Wohnbau

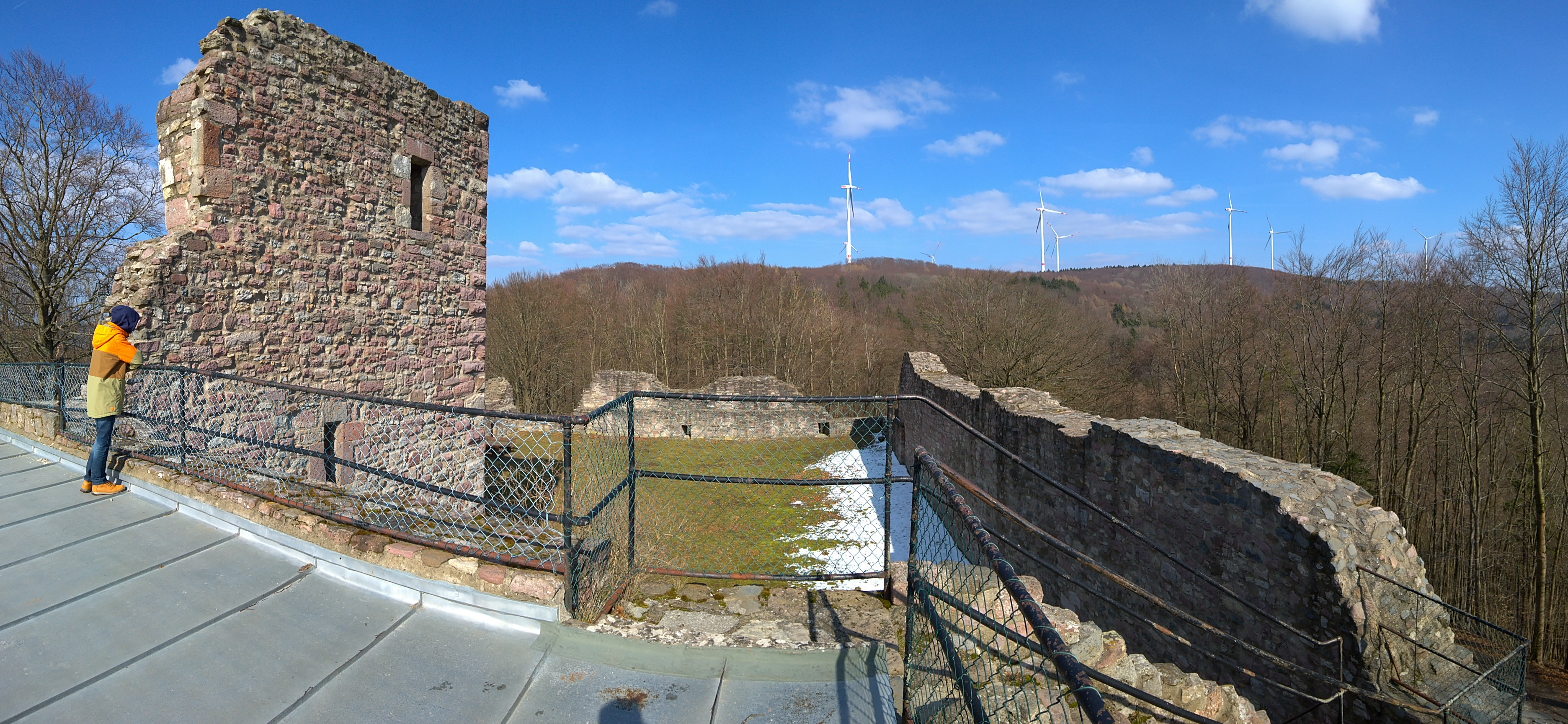
Blick von der Plattform des Rundturms über das Burginnere nach Nordosten; links: die Ruinen des ehemals dreistöckigen nahezu quadratischen Wehrturms; Bildmitte: die hintere Ringmauer besaß einen quergestellten an die Mauer angelehnten Bau

Die Burg Steckelberg, auch Steckelburg oder Steckelsburg, ist die Ruine einer Höhenburg bei Ramholz, einem Ortsteil der osthessischen Kleinstadt Schlüchtern in Deutschland.

## Lage
Die Ruine der einstigen Burganlage liegt östlich von Vollmerz und nordöstlich von Ramholz auf einer Kuppe eines Bergvorsprung des gleichnamigen Steckelbergs.

## Geschichte
Der Name der Burg geht auf den mittelhochdeutschen Begriff für „steiler Berg“ (Stechelnberc) zurück. Als Reichsburg diente die Befestigungsanlage dem Schutz der Verkehrswege, die durch den Bergwinkel führten. Die von Fulda nach Franken verlaufende Weinstraße führte hier über den Höhenrücken der Breiten First; diese bedeutende Nord-Süd-Verbindung, die der Altstraßenforschung bereits aus karolingischer Zeit bekannt ist, tangiert die Befestigungsanlage in ihrem Verlauf zwischen Veitsteinbach und Sterbfritz.
Von 1131 bis 1391 hatten die Herren von Steckelberg auf einer nahe gelegenen Vorgängeranlage ihren Stammsitz. Diese alte Burg Steckelberg befand sich nordöstlich der heutigen Ruine auf einem Ausläufer der Breiten First, der heute als Alteburgberg oder Nickus bekannt ist. Das Freiherrgeschlecht Hermann von Steckelberg wird um 1167 erwähnt. Etwa zwischen 1240 und 1276 muss die Burg kurzzeitig im Besitz des Bistums Würzburg gewesen sein. 1274 verpfändete der Bischof Berthold II. die Burg an den Grafen Reinhard I. (Hanau), den er als Bundesgenossen benötigte. 1276 wurde sie wohl widerrechtlich besetzt und als Raubritterburg benutzt. Die Burg wurde 1276 auf Befehl König Rudolfs I. zerstört. Dieser fällte am 14. Oktober 1276 das Urteil, dass die Steckelburg niedergebrochen und ohne kaiserliche Erlaubnis nie wieder aufgebaut werden solle. Angeblich ging von ihr eine Bedrohung für den Landfrieden aus; wahrscheinlich diente diese Maßnahme aber eher dazu, den Besitz des Landvogts und Vertrauten des Königs, dem Hanauer Grafen, in diesem Gebiet zu arrondieren. Den Herren von Steckelberg bleiben allerdings Verwaltungs- und Nutzungsrechte erhalten.
Über die Entstehungsgeschichte der alten Burg Steckelberg bestehen keine näheren Erkenntnisse. Es gilt jedoch als gesichert, dass auch diese nicht die älteste Befestigungsanlage an diesem Standort gewesen ist: 1969 wurden in unmittelbarer Nähe etwa 225 m weiter östlich die Reste einer ca. 0,44 Hektar großen Ringwallanlage entdeckt, die auf das Frühmittelalter datiert wird. Nochmals etwa 125 m östlich davon befinden sich die Reste eines die Hochfläche trennenden Halsgrabens, der vermutlich zur ältesten Anlage dazugehört. Sein nördlicher Verlauf ist durch den Neubau einer Windkraftanlage zerstört wurden.
Mitte des 14. Jahrhunderts stirbt die Familie von Steckelberg im Mannesstamm aus, Besitzungen und erbliche Lehen fallen an die Töchter bzw. deren Ehemänner, unter ihnen die Frowin von Hutten († 1377). Dieser erbt unter anderem Äcker und Fluren am Steckelberg. Frowins Sohn Ulrich von Hutten († 1423) nutzt diese Ausgangsposition, um im Jahr 1388 den Burgberg erneut zu befestigen und die Burg Steckelberg an ihrem heutigen Standort zu errichten. In formaljuristischer Umgehung des königlichen Verbots wird diese Befestigung, um einige hundert Meter versetzt, oberhalb des 1276 zerstörten Vorgängerbaus errichtet. Dieser faktische Rechtsbruch bleibt unbestraft, da Ulrich die Besitzrechte an der Burg wieder dem Würzburger Bischof überträgt und sie damit der Verfügungsgewalt der eigentlichen Landesherren, namentlich der Grafen von Hanau, entzieht.
Nach dem Tod Ulrichs wird die Gesamtfamilie mit der Burg Steckelberg belehnt. 1452 schließt Lorenz von Hutten († 1498) einen Burgfrieden mit den anderen Ganerben, in dem neben der Höhe der gemeinschaftlichen Unterhaltszahlungen und der Versorgung der Burg im Belagerungsfall auch festgelegt wird, wer unter welchen Bedingungen die Burg als Basis für Fehden nutzen darf.
Trotz des Vergleichs kommt es wohl ab 1452 zum Streit zwischen Hutten-Steckelberg und ihrem Lehnsherren Würzburg, als diese 32 außenstehende Ganerben mit aufnehmen wollten. 1458 wird deshalb die Burg belagert und schließlich von Bischof Johann erobert. Schon 1459 gibt er aber, nach einem Vergleich, die Burg zurück. Die teilweise zerstörte Burg wird neu aufgebaut bzw. erneuert und wieder bewohnt.
Am 21. April 1488 wird Ulrich von Hutten hier geboren. In einem Brief an Willibald Pirckheimer aus dem Jahr 1518 schildert er anschaulich – aber wohl überzeichnet – die Zustände auf der heimatlichen Burg.
1525 berennen aufständische Bauern den Steckelberg, scheitern aber. Ab Mitte des 16. Jahrhunderts gewinnt der Nebensitz im Dorf Ramholz, am Fuß des Burgbergs gelegen, für die Besitzer an Bedeutung. Als Wehranlage bleibt der Steckelberg aber bis ins spätere 17. Jahrhundert erhalten, wie auch die Verpfändungen im Dreißigjährigen Krieg deutlich machen. Philipp Daniel von Hutten († 1687) ist der letzte adlige Bewohner der Burg. Aus dieser Zeit stammt auch eine Handzeichnung, die den Bau in seiner letzten, wahrscheinlich seit 1509 nicht mehr maßgeblich veränderten Ausbauphase zeigt. Um 1700 dient die Burg bereits als Steinbruch. Es kann davon ausgegangen werden, dass sie im Zuge des Dreißigjährigen Krieges schon unbewohnbar wurde.
1883 kauft Freiherr Hugo von Stumm die Ruine und bewahrt sie so vor weiterem Verfall. Er selbst bezieht das huttische Gut in Ramholz und baut es zu einer großzügigen Schlossanlage im Stil des Historismus aus (→ Hauptartikel: Schloss Ramholz).
Im Jahr 2004 ließ der jetzige Besitzer die Ostmauer der Burg renovieren und den Burggraben freilegen. Anfang 2008 wurde die Ruine gesperrt, da Teile der Nordwand eingestürzt waren; am 26. Mai 2013 wurde die frisch renovierte Burgruine Steckelberg offiziell wiedereröffnet.

## Anlage
Die Ruine der einstigen Burganlage verfügt über Reste einer rechteckigen Umfassungsmauer mit im Westen gelegenen Geschützturm am Eingang (modern eingebauter Kamin), einem dreistöckigen, im Nordwesten gelegenen Kemenatenbau sowie einen Keller. Mitte des Jahres 2007 sind große Teile der Mauern eingestürzt.
Zum sogenannten Batterieturm: Seit jeher unkritisch abgeschrieben gilt die These, Ulrichs gleichnamiger Vater habe 1509 den mächtigen Pulver- oder Geschützturm errichten lassen, der den Zugang zur Burg kontrolliert. Mauerwerk und Schießscharten zeigen aber deutlich, dass der Turm aus der Bauzeit 1388/1389 stammt. Die besagte Tür mit der Jahreszahl 1509 ist sekundär eingesetzt. Dieses Jahr markiert eher einen Umbau des unnütz gewordenen Turmes als weiteren Wohnbau, was die Baugestalt der Tür, des Kamins und weiterer Details beweisen.

## Galerie

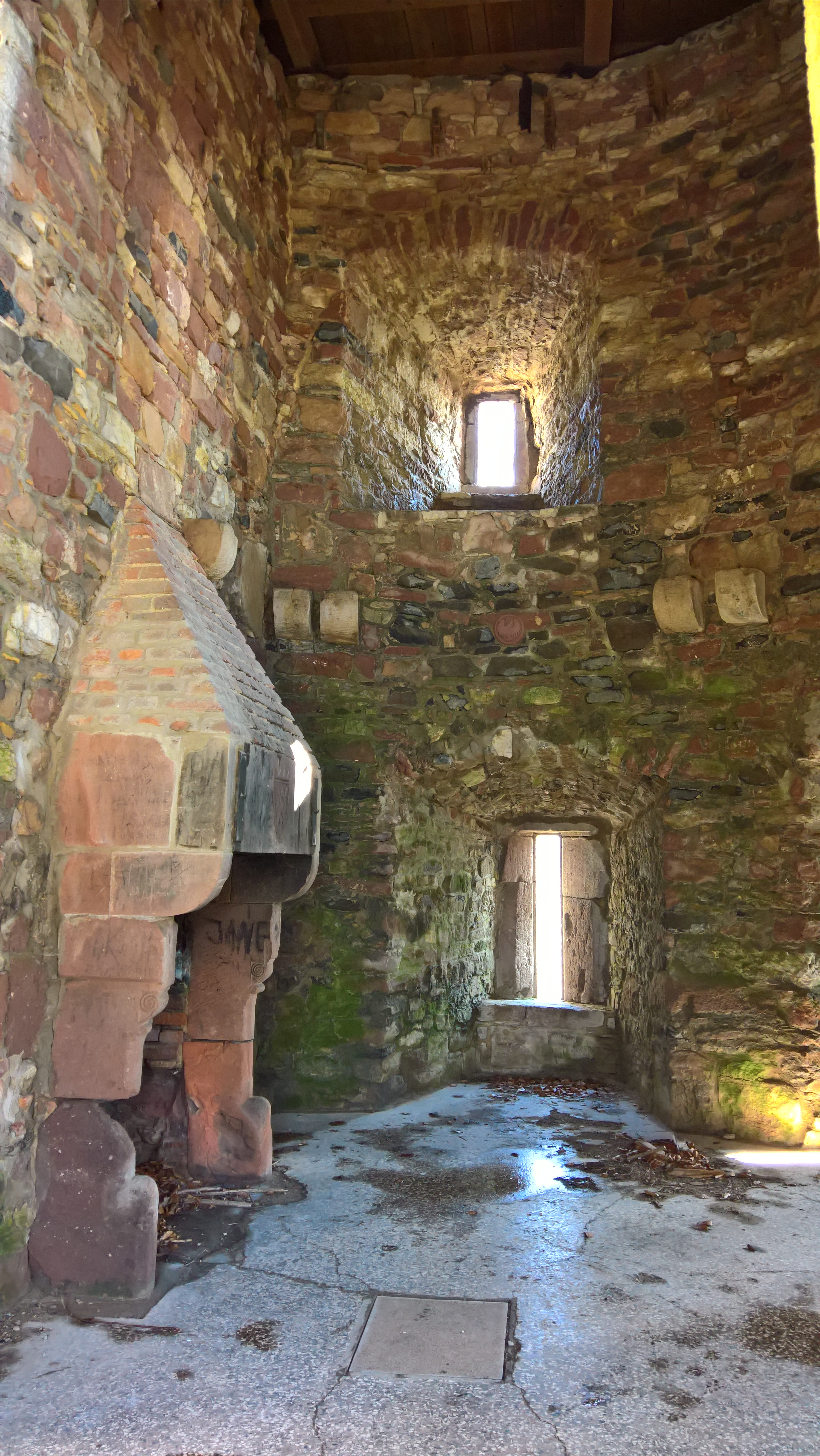
Kamin im Kemenatenbau
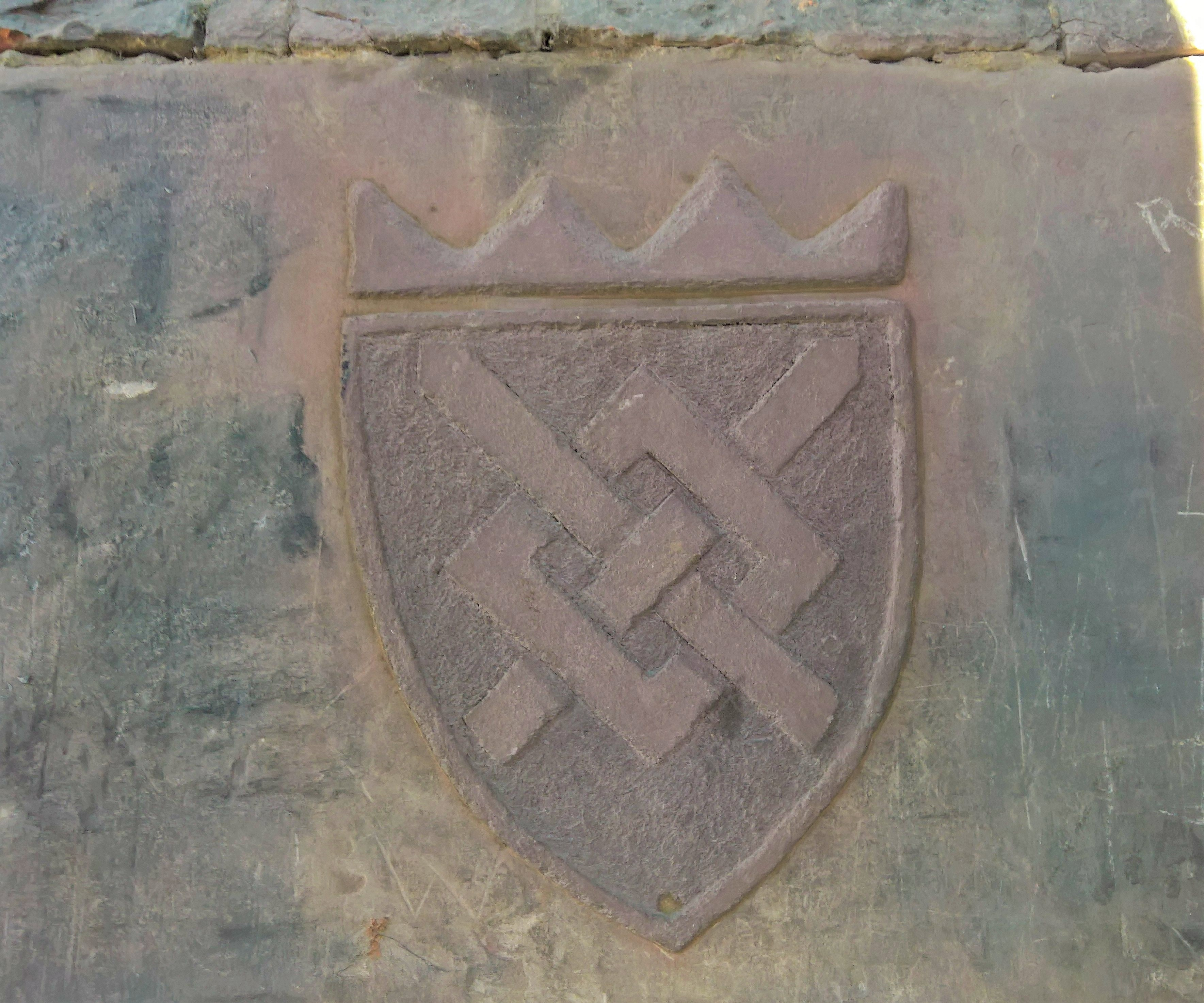
Wappen über dem Kamin
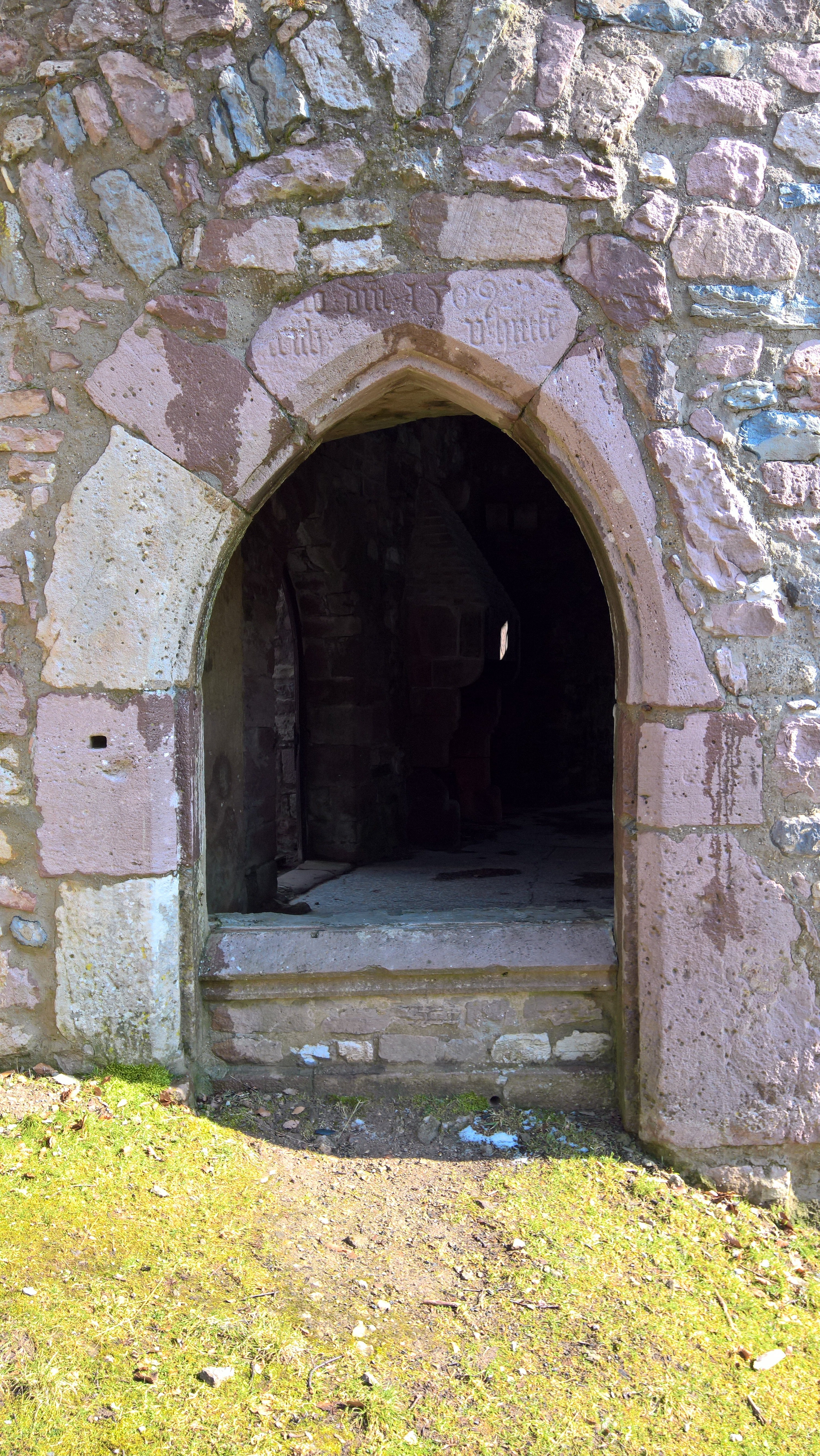
Portal mit Inschrift und Jahreszahl 1509
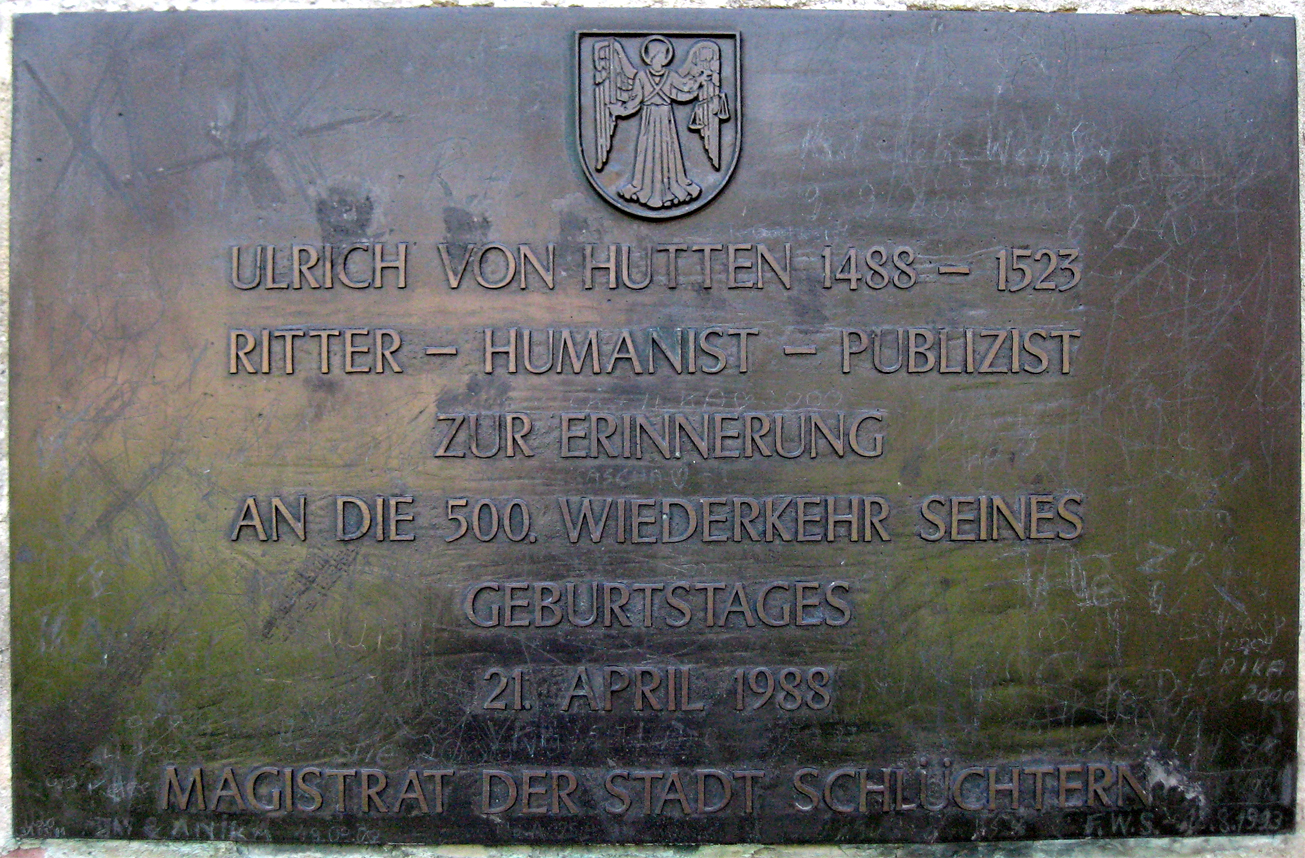
Gedenktafel an Ulrich von Hutten
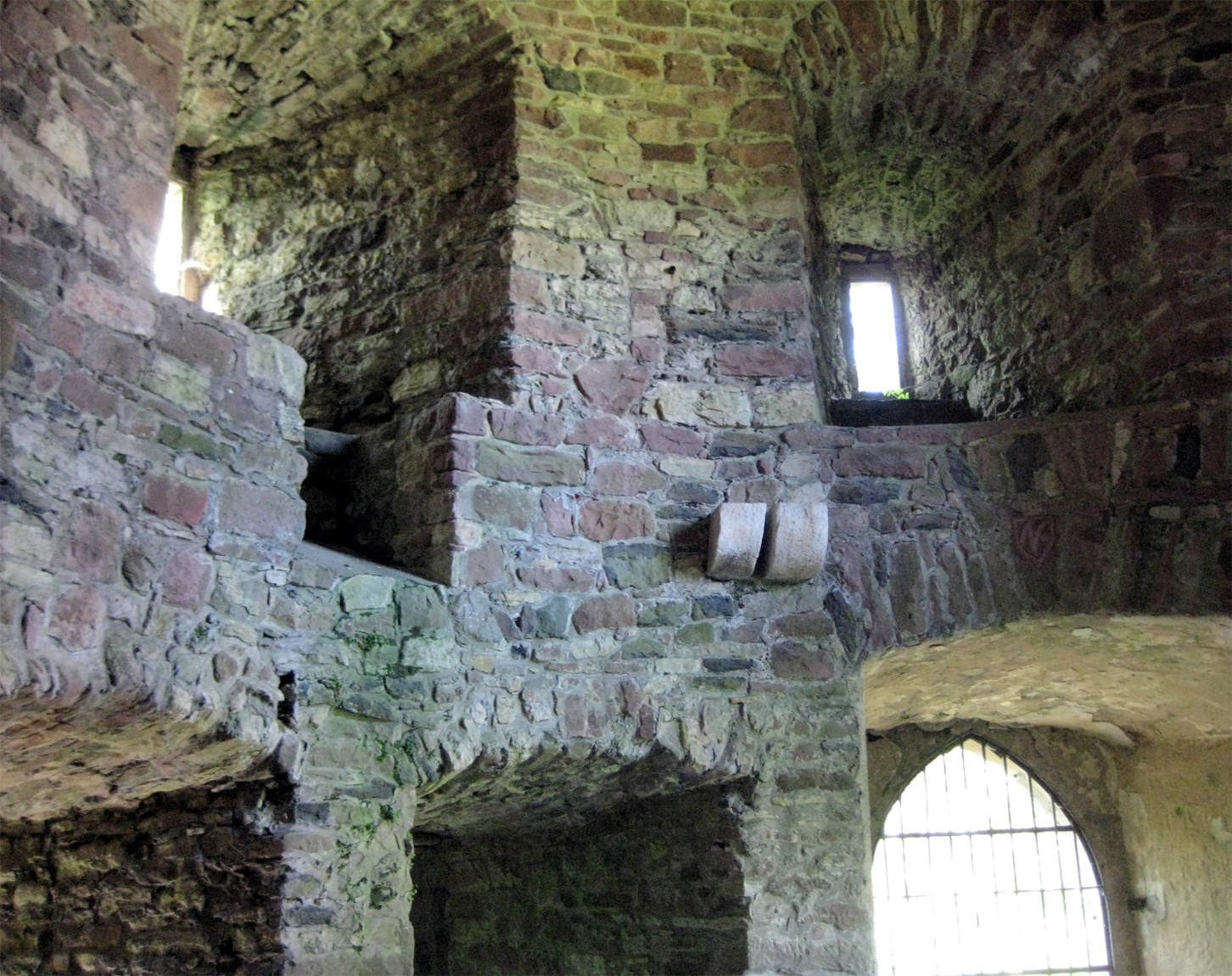
Details im Rundturm
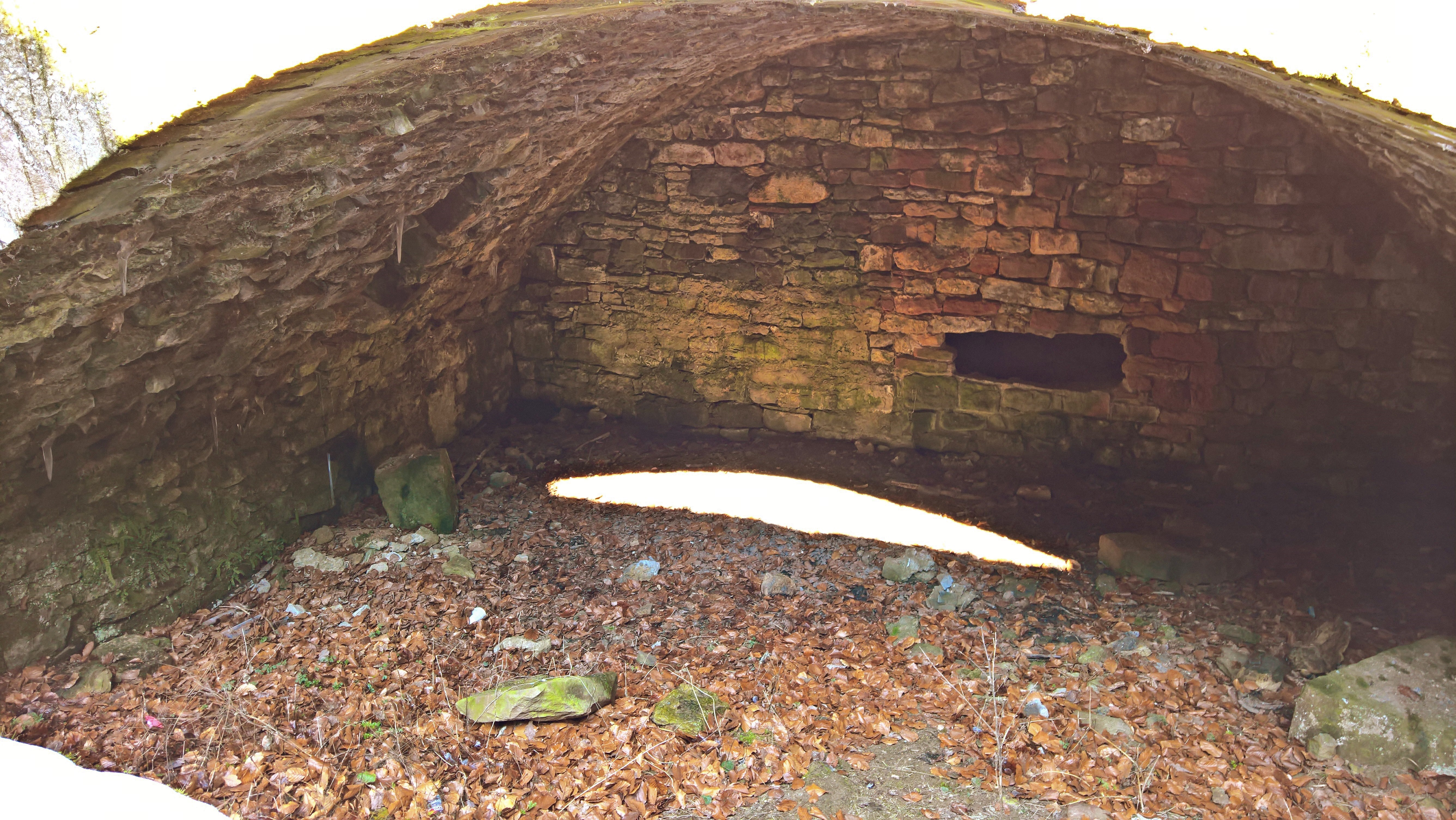
Der offene Gewölbekeller